# 이멘제역
이멘제역(독일어: Bahnhof Immensee)은 스위스 슈비츠주에 있는 퀴스나흐트 지자체에 있는 기차역이다. 이 역은 스위스 연방 철도의 세 가지 표준궤 라인(고트하르트, 루체른-이멘제 및 루퍼스빌-이멘제)의 교차점에 위치했다.

## 역사
1882년 6월 1일, 역은 키아소로 가는 고트하르트 철도가 개통되면서 문을 열었다. 동시에, 아르가우 남부 철도의 로트크로이츠로 향하는 경로로 스위스 철도 네트워크의 나머지 부분과 연결되었다. 그러나 1879년 새로운 계약에 따라 루체른에서 출발하는 접근로가 재설정되어 1897년까지 운영될 수 없었다. 이멘제는 고트하르트 철도의 시작으로 간주되며, 역 부지에는 킬로미터 0도 있으며 돌로 표시되어 있다. 고트하르트 철도의 킬로미터는 이멘제뿐만 아니라 주비아스코-로카르노 철도 및 카데나초-루이노 철도 노선의 킬로미터를 나타낸다. (카데나초와 주 경계 사이의 단면)은 이멘제에서 계산된다. 1909년에 고트하르트 철도는 SBB에 의해 인수되었으며, 그 이후로 역은 SBB가 소유하고 있다.

## 운행편
2020년 12월 시간표 변경에 따라 이멘제에서 다음 서비스가 정차한다.
- 루체른 S-반 S3 : 루체른과 브루넨 사이를 매시간 운행한다.